# Juan Albín
Juan Ángel Albín (n. 7 iulie 1986, Salto Uruguay) este un fotbalist uruguayan, în prezent este sub contract cu clubul Omonia. De obicei el joacă pe post de mijlocaș ofensiv.

## Cariera de jucător
Născut în Salto Albín și-a început cariera de jucător profesionist la Club Nacional de Football în Montevideo, unde a câștigat trei titluri naționale. Performanțele sale bune i-au adus în vara anului 2006 un transfer la Getafe CF .
În primul său sezon Albín a apărut rar (13 jocuri La Liga), dar a devenit titular în 2007-08 pentru echipa de la periferia Madrid a ajuns în sferturile de finală din Cupa UEFA, și a terminat campionatul intern la jumătatea clasamentului. După ce Míchel a fost numit ca antrenor al echipei el a început să apară mai rar. Pe 29 noiembrie 2008 el a marcat într-o victorie acasă cu 3-1 împotriva echipeiReal Madrid.
Albín a continuat să fie folosit rar în sezonul 2010-11. La 11 decembrie 2010, a înscris decisiv în ultimul minut împotriva Villarreal CF, dar a fost de asemenea eliminat pentru că și-a scos tricoul.La mijlocul lunii aprilie 2011, Getafe CF l-a cedat la RCD Espanyol pentru 3 milioane € de teama de a nu-l pierde gratis în iunie 2012 .
Albín a stat pe margine mai multe luni la primul său sezon cu catalanii din cauza accidentării la picior.Pe 04 februarie 2012 a marcat primul său gol pentru club, egalând în minutul 92 pentru un 3-3 împotriva Athletic Bilbao.
Pe 6 septembrie 2013 Albín a semnat un contract cu FC Petrolul Ploiești,fostul coechipier de la Getafe CF Cosmin Contra fiind manager.A debutat în Liga I pe 21, marcând golul egalizator în remiza 1-1 cu FC Dinamo București.

## Titluri
| Sezon | Club     | Titlu                       |
| ----- | -------- | --------------------------- |
| 2004  | Nacional | Primera División de Uruguay |
| 2005  | Nacional | Primera División de Uruguay |
| 2006  | Nacional | Primera División de Uruguay |

## Legături externe
- Juan Albín pe BDFutbol
- Profilul lui Juan Albín pe Soccerway